# Bảo tàng Vùng Prudnik
Bảo tàng Vùng Prudnik (tiếng Ba Lan: Muzeum Ziemi Prudnickiej) là một bảo tàng tọa lạc tại số 5 Phố Bolesława Chrobrego, Prudnik, Ba Lan.

## Lược sử hình thành
Nguồn gốc của Bảo tàng bắt đầu từ năm 1912 với sự kiện Emil Metzner tặng thành phố những kỷ vật lịch sử mà ông sưu tầm được. Bảo tàng Vùng Prudnik được chính thức thành lập vào năm 1929. Trong các năm 1929-1945, Bảo tàng nằm bên trong Tòa thị chính.
Sau Chiến tranh thế giới thứ hai, Bảo tàng mở cửa trở lại vào ngày 10 tháng 5 năm 1959 theo khởi xướng của Józef Wierzyński. Lúc đầu, Bảo tàng Vùng Prudnik là một chi nhánh của Bảo tàng Opole Silesia, nhưng từ năm 1968, Bảo tàng trở thành một tổ chức độc lập.
Ngày 23 tháng 4 năm 2010, Bảo tàng mở thêm một cơ sở mới tại số 23 Phố Królowej Jadwigi, cơ sở này được đặt tên là Trung tâm Truyền thống Dệt may.

## Triển lãm
Các bộ sưu tập của Bảo tàng Vùng Prudnik  bao gồm lĩnh vực khảo cổ học (các di tích thuộc thời kỳ văn hóa Lusatian từ Dytmarów và Strzebniów, và các thứ khác), dân tộc học (trang phục của vùng, công cụ và vật dụng được sử dụng trong các hộ gia đình ở các làng xung quanh), lịch sử và nghệ thuật của phần phía nam của tỉnh Opole hiện nay.